# Orquestra Sinfônica do Cairo
A Orquestra Sinfônica(pt-BR) ou Sinfônica(pt-PT?) do Cairo (árabe: اوركسترا القاهرة السيمفونى Orkestra el-Qahera el-Semfoni) é uma orquestra baseada no Cairo, Egito.O atual maestro principal da orquestra é Marcello Mottadelli. 
A orquestra foi fundada em 1959 pelo primeiro diretor musical e maestro, Franz Litschauer. Entre 1959 e 1960 o maestro foi o iugoslavo Gika Zdravkovitch. Dois maestros egípcios, Ahmed Ebeid e Youssef Elsisi, sucederam Litschaue como maestros da orquestra. A orquestra apresenta-se na Casa de Ópera do Cairo e apresenta concertos sinfônicos e também acompanha a ópera e o balé de Cairo.
Desde o início, em que a orquestra começou a ter a Casa de Ópera de Cairo como residência, em 1990 e ter o maestro Ahmed El Saedi como diretor musical e maestro principal, a orquestra restringiu suas performances para concertos sinfônicos, dessa forma, a orquestra abriu novos horizontes e um vasto repertório. O repertório da orquestra baseia-se em obras de Anton Bruckner, Gustav Mahler, Maurice Ravel, Claude Debussy, Arnold Schoenberg, Bela Bartók, Paul Hindemith, Igor Stravinsky, Sergei Prokofiev, Dmitri Shostakovich, entre tantos outros. A orquestra também apresenta-se com o Coral A Cappella, apresentando obras de Gustav Mahler, Giuseppe Verdi, Wolfgang Amadeus Mozart, Georg Friedrich Händel, Ludwig van Beethoven e Johannes Brahms.
A orquestra tem feito papel crucial no desenvolvimento da música contemporânea egípcia e serve de insipiração para músicos solistas egípcios e maestros. Ao longo de sua história, a orquestra apresentou-se no Festival Beethoven, celebrando o aniversário de 175 anos de morte do compositor, no Festival de Música do Século Vinte e no Festival de Perspectivas Árabes. 
Muitos maestros internacionais conduziram a orquestra, como Charles Münch, Yehudi Menuhin, Alexander Frey, Patrick Fournillier, Carlo Zecchi, Ottokar Truhlik, Ole Schmidt, Gennady Rozhdesivensky, Janos Kukla, Patrick Fournillier, entre outros. Solistas que apresentaram-se com a orquestra foram Rudolf Buchbinder, Abdel Rahman El-Basha, Joerg Demus, Ramzy Yassa, André Navarra, Mstislav Rostropovich, Viktoria Posinikova, Yekaterina Lebedeva, Stefan Vladar, Daniel Barenboim and Christian Alienburger.